# Aeropuerto de la Ciudad de Mannheim
El Aeropuerto de la ciudad de Mannheim (IATA: MHG, OACI: EDFM) (anteriormente conocido como Mannheim-Neuostheim) da servicio a Mannheim, Alemania. Es operado y administrado por Rhein-Neckar Flugplatz GmbH.

## Ubicación
El aeropuerto se encuentra a 3,5 km al este del centro de la ciudad en el distrito de Neuostheim.
Está rodeado por autopistas al este (B38a) y al sur (B37/A656), hay un tendido eléctrico que cruza hacia el este y diversos edificios de alta cota al oeste convirtiéndose el aeropuerto de la ciudad de Mannheim en todo un reto. Debido a su proximidad al centro ciudadano existieron discusiones frecuentes sobre su reubicación a la Base Aérea Coleman, permitiendo así un posible crecimiento. Pero estas ideas quedaron en el olvido tras la construcción de un nuevo edificio en el lugar actual.
El aeropuerto cuenta con su propia zona de control de tráfico, las zonas de control vecinas son las Bases Aéreas de Heidelberg y Coleman.

## Pistas de aterrizaje
El aeropuerto cuenta con dos pistas: la principal y pavimentada (09/27) y una pista paralela de hierba (para planeador y globo aerostático solamente). El aeropuerto está abierto día y noche. La pista pavimentada 09/27 cuenta con PAPI e iluminación en ambos sentidos, la cabecera 27 ofrece una aproximación LLZ/DME, pero no ILS, la cabecera 09 es utilizable sólo bajo condiciones visuales. Hay disponible una calle de rodadura independiente, iluminada y señalizada.
Los aviones de hasta 10.000 kg pueden aterrizar en el aeropuerto.
Debido a los numerosos obstáculos en los alrededores del aeropuerto y las pistas excesivamente cortas, Mannheim no cumple con los estándares IFALPA, por eso mismo recibe todos los años una muy insatisfactoria "estrella roja" todos los años de la Asociación de Pilotos de Aerolínea Alemana (Vereinigung Cockpit), al igual que unos pocos aeropuertos regionales más.

## Aerolíneas y destinos
Las siguientes aerolíneas operan vuelos regulares al Aeropuerto de la Ciudad de Mannheim:
| Ciudad      | Nombre del aeropuerto         | Aerolíneas                                                | Aeronaves       | Frecuencias semanales |        |
| Europa      | Europa                        | Europa                                                    | Europa          | Europa                | Europa |
| ----------- | ----------------------------- | --------------------------------------------------------- | --------------- | --------------------- | ------ |
| Alemania    |                               |                                                           |                 |                       |        |
| Heringsdorf | Aeropuerto de Heringsdorf     | Rhein-Neckar Air (E)                                      | Dornier 328-110 |                       |        |
| Sylt        | Aeropuerto de Sylt            | Rhein-Neckar Air (Estacional)                             | Dornier 328-110 |                       |        |
| Italia      |                               |                                                           |                 |                       |        |
| Elba        | Aeropuerto de Marina di Campo | Rhein-Neckar Air (Estacional) (inicia 17 de mayo de 2024) | Dornier 328-110 |                       |        |

## Otro tráfico aéreo
- El aeropuerto es principalmente utilizado para vuelos de aviación general. Algunas compañías, como SAP AG, BASF, Heidelberger Druckmaschinen o Bilfinger Berger tienen sus jets ejecutivos aparcados en MHG.
- El aeropuerto también sirve como un importante helipuerto para evacuación sanitaria o transporte VIP. El 50% de todas las operaciones nocturnas son vuelos ambulancia. DRF (Deutsche Rettungsflugwacht, e. V.) está presente en el aeropuerto con un helicóptero sanitario 24h/365dias al año.
- Dos escuelas de vuelo (FTC Euroflight y LGM) y dos Aero Clubs (Badisch Pfälzischer Flugsportverein y Segelflugverein Mannheim) tienen su sede en Mannheim.
- También hay actividades en planeadores cuando el tiempo lo permite.
- Las aeronaves ejecutivas que operan en Mannheim regularmente son: Cirrus Aviation, EAS Executive AirService y ATB Flugdienst GmbH.

## Frecuencias
- Langen Radar: 129.350
- Mannheim Tower: 118.400
- ATIS: 136.550

## Aerolíneas y destinos previos
- Air-Supply (Fráncfort)
- Air Pegasus GmbH (Múnich)
- Arcus-Air Logistic (Múnich-Oberpfaffenhofen, Leipzig, Dresde, Berna, Praga, Hamburgo) Do-228
- Cosmos Air (Berlín-Tempelhof, Londres-City) Do-328
- Cirrus Airlines (Dresde, Olbia, Kiel, Berlín-Tempelhof, Múnich) Do-328, Beech King Air
- Team Lufthansa (Hamburgo, Berlín, Saarbrücken) Do-328, Dash-8

## Incidentes
- 12 de noviembre de 1937: diez personas fallecieron en un Heinkel He-111 de Deutsche Lufthansa (D-AXAV) tras estrellarse en Mannheim. La causa del accidente es desconocida.[2][3]
- 11 de septiembre de 1982: un helicóptero Chinook CH-47C de la Armada de los Estados Unidos se estrelló en la autopista A656 durante un festival aéreo, matando a 46 personas.[4]
- 4 de agosto de 1993: tras un fallo de motor, un Do-27 se estrelló en un jardín justo después de despegar, cuatro ocupantes murieron.
- 5 de diciembre de 1994: un helicóptero Bell UH-1 del SAR de la Armada de Alemania se cayó tras impactar con una torre de televisión durante una noche con niebla, rodando a continuación hasta el río Neckar y matando a las cuatro personas que viajan a bordo. (El accidente ocurrió cerca del aeropuerto (2,25 km), pero ni despegó de MHG ni tenía previsto aterrizar en MHG)
- 29 de noviembre de 1996: durante la aproximación a MHG, una Piper bimotor se estrelló en una montaña cerca de Dossenheim tras un vuelo desde Praga.
- 21 de febrero de 2002: Una Beech B35 se estrelló en un jardín tras efectuar un go-around, matando al piloto.
- 19 de marzo de 2008: El vuelo 1569 de Cirrus desde Berlín-Tempelhof se salió de la pista 27 y quedó detenido cerca de una autopista. Ninguna de las personas que viajaban a bordo resultó herida, pero el avión, un Dornier Do 328 (D-CTOB), quedó seriamente dañado.[5]

## Volumen de pasajeros
El volumen de pasajeros se situó entre 10.000 y 20.000 pasajeros al año desde 1990 hasta 1997. Con la apertura de la nueva terminal, los números se incrementaron rápidamente, pero tras el 11 de septentrional y la introducción de las nuevas regulaciones el volumen de pasajeros descendió hasta los 86.000 en 2004 y continuó cayendo hasta los 68.500 pasajeros en 2005. 46.936 operaciones fueron registradas en 2005.
Comparado con 2006, el volumen de pasajeros se incrementó en 2007 en un 20% en los vuelos entre Mannheim y Hamburgo y en un 1,9 % en los vuelos entre Mannheim y Berlín. En diez años 420.000 pasajeros han volado entre Mannheim y Berlín. En la ruta a Hamburgo los números cayeron en 2010 hasta los 22.000 pasajeros, razón por la que Cirrus Airlines ha cancelado todos sus vuelos a HAM.